# Petra Duda
Petra Christine Duda (* 20. Juni 1957; † 30. September 2022 in Berlin) war eine deutsche Schauspielerin.

## Leben
Petra Duda absolvierte nach ihrem Schulabschluss eine professionelle Schauspielausbildung. Als Bühnendarstellerin wirkte sie an verschiedenen Theaterhäusern in einigen Theaterstücken mit, wie beispielsweise in Der zerbrochne Krug. Als Schauspielerin vor der Kamera wirkte sie vor allem in den 1990er-Jahren in mehreren Filmen und Fernsehserien mit, zumeist allerdings in einer Nebenrolle.
Petra Duda hatte einige Jahre lang eine Affäre mit dem Schauspieler und Musiker Manfred Krug, mit dem sie auch mehrmals gemeinsam vor der Kamera stand. Aus der Beziehung ging ihre Tochter Marlene (* 1995) hervor. Duda wohnte in Berlin. Sie starb im September 2022 im Alter von 65 Jahren. Ihre Grabstätte befindet sich auf dem Sankt-Thomas-Friedhof in Berlin-Neukölln.

## Filmografie
- 1990: Neuner
- 1990–1994: Liebling Kreuzberg (Fernsehserie, 2 Folgen, verschiedene Rollen)
- 1990: Der zerbrochne Krug
- 1991: Drei Damen vom Grill (Fernsehserie, 1 Folge)
- 1992: Freunde fürs Leben (Fernsehserie, 1 Folge)
- 1992: Peter Strohm (Fernsehserie, 1 Folge)
- 1993: Auf Achse (Fernsehserie, 1 Folge)
- 1994: Praxis Bülowbogen (Fernsehserie, 1 Folge)
- 1994: Wir sind auch nur ein Volk (Fernsehserie, 1 Folge)
- 1995: Tatort: Tod eines Polizisten (Fernsehreihe)
- 1997: Frauenarzt Dr. Markus Merthin (Fernsehserie, 1 Folge)